# Gompa Drophan Ling ở Darnków
Gompa Drophan Ling (tiếng dzongkha: Lợi ích cho tất cả mọi người) của Hiệp hội Phật giáo Khordong Ba Lan ở Darnków thuộc dãy núi Table, là một trung tâm Phật giáo của truyền thống Bhutan và Tây Tạng ở Ba Lan. Gompa này được xây dựng và trang trí theo mô hình truyền thống của Bhutan, là tòa nhà duy nhất thuộc kiểu cấu trúc đó ở Ba Lan và là một trong số ít các tòa nhà như vậy ở châu Âu. 

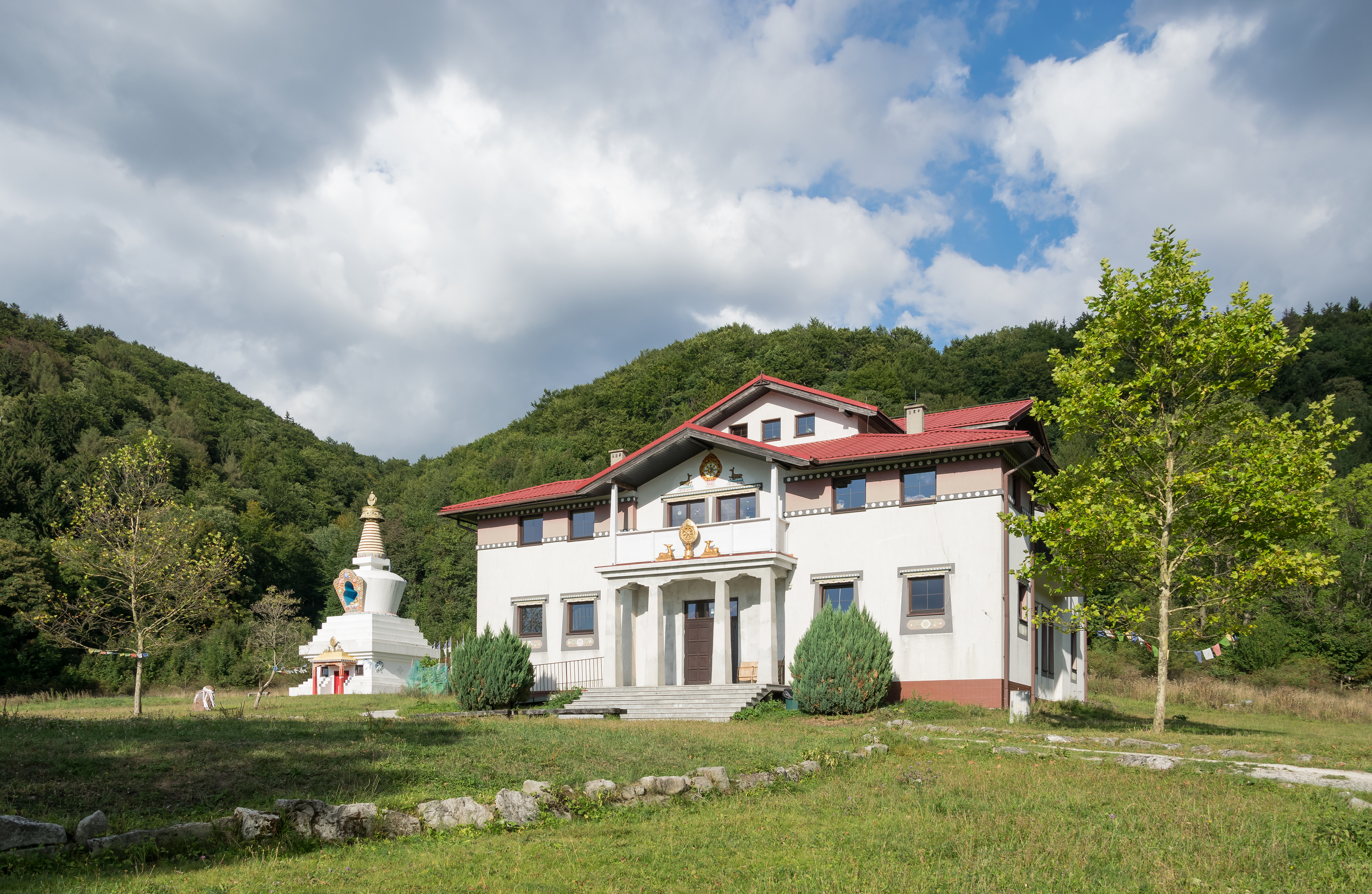
Tòa nhà chính của Gompa ở Darnków

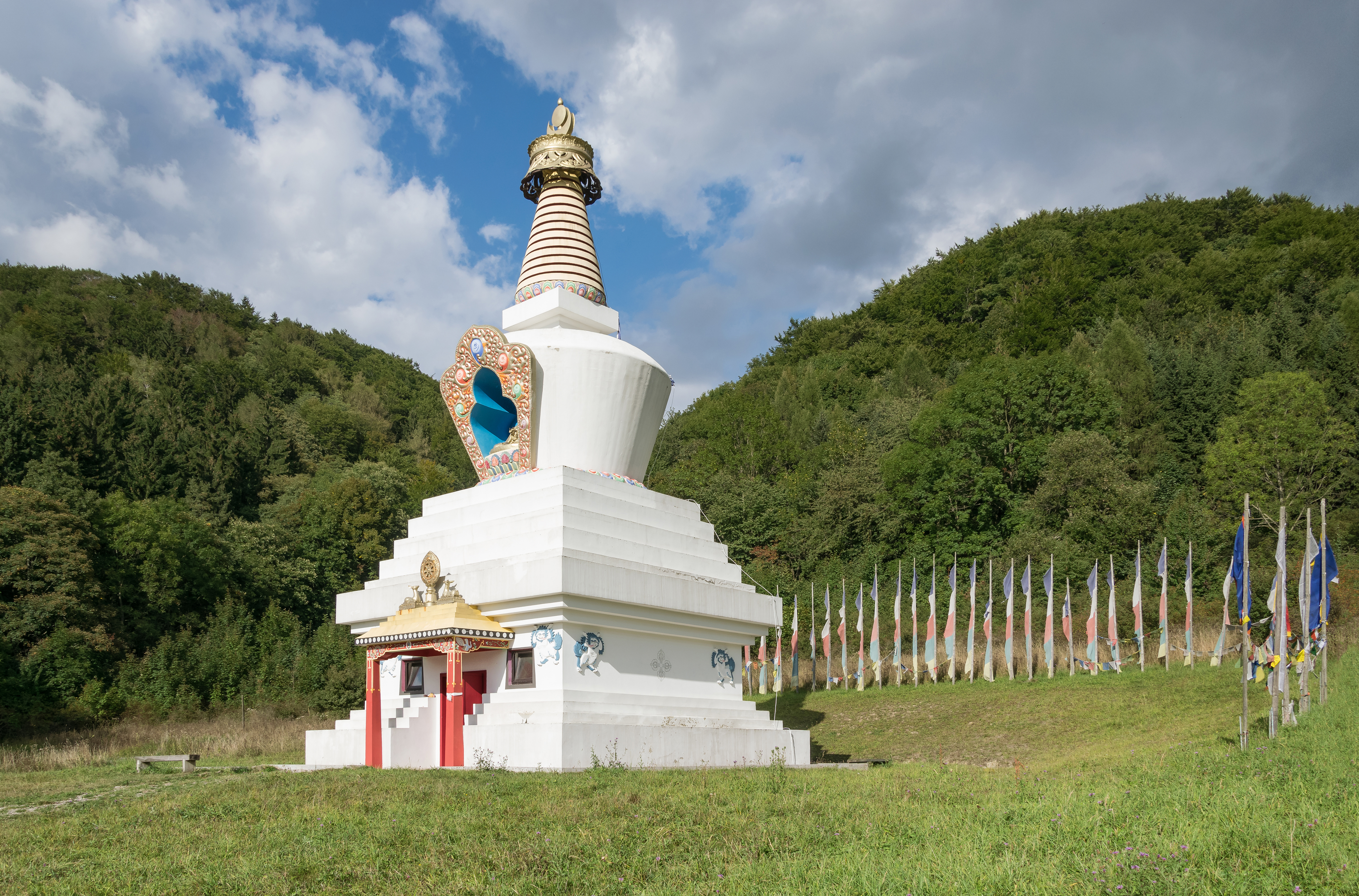
Bảo tháp

## Lịch sử[1]
Năm 1995, hai thành viên của tăng đoàn đã hiến tặng khu đất rộng 7 ha ở Darnków cho Chimé Rigdzin Rinpoche. Rinpoche đã giao cho Hiệp hội Khordong Phật giáo Ba Lan với đề nghị thành lập ngôi chùa Phật giáo và trung tâm của khu hẻo lánh ở đó, do đó tạo ra nơi Dziangter và Khordong truyền thống sẽ phát triển.
Do không đủ tiền, gompa dần dần xuất hiện và các nghi lễ tôn giáo ban đầu được tổ chức tại một khu nghỉ mát địa phương. Từ năm 1997 tại Darnków, truyền thống cung cấp 111.111 đèn bơ hàng năm đã được bắt đầu vì hòa bình thế giới. Vào tháng 7 năm 1999, một lễ kỷ niệm viên đá đầu tiên đã được tổ chức tại Darnków trên địa điểm của gompa trong tương lai.
Chỉ trong tháng 4 năm 2001, việc xây dựng của Gompa bắt đầu theo phong cách truyền thống của người Bhutan. Vào năm 2007, thiền đường chính được trang trí bằng những bức tranh Phật giáo truyền thống được thực hiện bởi các họa sĩ từ Bhutan.
Trong gompa, bên cạnh các phòng thờ cúng tôn giáo, có các cơ sở hạ tầng quan trọng khác: khu vệ sinh, ký túc xá, khu cắm trại, nhà đá bổ sung, và phòng ăn.
Cho đến ngày hôm nay, gompa đã được viếng thăm bởi hơn 300 người từ khắp châu Âu, những người đã đến để thiền định cùng với Master Rinpoche. Trong gompa, các khóa học thông thường đã được tổ chức với các giáo viên của Phật giáo Tây Tạng như là một phần của nhóm hoặc cá nhân. Gompa Drophan Ling lưu giữ và xuất bản các văn bản Phật giáo, và trau dồi các truyền thống Tây Tạng theo giáo lý của Liên Hoa Sinh  và truyền thống Khordong.